# Trophée Gazet van Antwerpen 1991-1992
Navigation
1990-1991 1992-1993
Le Trophée Gazet van Antwerpen 1991-1992 est la 5e édition du Trophée Gazet van Antwerpen, compétition de cyclo-cross organisée par le quotidien belge néerlandophone Gazet van Antwerpen.

## Résultats
| Date        | Lieu                                       | Vainqueur        | Deuxième           | Troisième           |
| ----------- | ------------------------------------------ | ---------------- | ------------------ | ------------------- |
| 11 novembre | Niel - Jaarmarktcross                      | Guy Van Dijck    | Pascal Van Riet    | Peter Van Santvliet |
| 17 novembre | Malines                                    | Dirk Pauwels     | Rudy De Bie        | Pascal Van Riet     |
| 7 décembre  | Essen - GP Rouwmoer                        | Danny De Bie     | Pascal Van Riet    | Dirk Pauwels        |
| 21 décembre | Kalmthout - Vlaamse Industrieprijs Bosduin | Danny De Bie     | Pascal Van Riet    | Dirk Pauwels        |
| 27 décembre | Loenhout - Azencross                       | Danny De Bie     | Gustaaf Van Bouwel | Radomír Šimůnek     |
| 28 décembre | Rijkevorsel                                | Dirk Pauwels     | Ludwig Wynants     | Guy Van Dijck       |
| 8 février   | Lille - Krawatencross                      | Peter Willemsens | Dirk Pauwels       | Guy Van Dijck       |

## Classement final
| #   | Coureur             | Points |
| --- | ------------------- | ------ |
| 1.  | Dirk Pauwels        | 177    |
| 2.  | Pascal Van Riet     | 168    |
| 3.  | Guy Van Dijck       | 167    |
| 4.  | Peter Van Santvliet | 144    |
| 5.  | Rudy De Bie         | 129    |
| 6.  | Ludo De Rey         | 124    |
| 7.  | Alex Moonen         | 122    |
| 8.  | Jozef Heylen        | 115    |
| 9.  | Peter Willemsens    | 115    |
| 10. | Jurgen De Wit       | 113    |

## Résultats détaillés
| #  | Coureur             | Temps   |
| -- | ------------------- | ------- |
| 1  | Guy Van Dijck       | inconnu |
| 2  | Pascal Van Riet     |         |
| 3  | Peter Van Santvliet |         |
| 4  | Danny De Bie        |         |
| 5  | Wim Lambrechts      |         |
| 6  | Ludo De Rey         |         |
| 7  | Alex Moonen         |         |
| 8  | Rudy De Bie         |         |
| 9  | Jurgen De Wit       |         |
| 10 | Wim de Vos          |         |

| #  | Coureur          | Temps   |
| -- | ---------------- | ------- |
| 1  | Dirk Pauwels     | inconnu |
| 2  | Rudy De Bie      |         |
| 3  | Pascal Van Riet  |         |
| 4  | Guy Van Dijck    |         |
| 5  | Ludo De Rey      |         |
| 6  | Jurgen De Wit    |         |
| 7  | Alex Moonen      |         |
| 8  | Peter Willemsens |         |
| 9  | inconnu          |         |
| 10 | Roland Liboton   |         |

| #  | Coureur             | Temps   |
| -- | ------------------- | ------- |
| 1  | Danny De Bie        | inconnu |
| 2  | Pascal Van Riet     |         |
| 3  | Dirk Pauwels        |         |
| 4  | Alex Moonen         |         |
| 5  | Peter Van Santvliet |         |
| 6  | Wim Lambrechts      |         |
| 7  | Ludwig Wynants      |         |
| 8  | Jozef Heylen        |         |
| 9  | Filip Van Luchem    |         |
| 10 | Guy Van Dijck       |         |

| #  | Coureur              | Temps   |
| -- | -------------------- | ------- |
| 1  | Danny De Bie         | inconnu |
| 2  | Pascal Van Riet      |         |
| 3  | Dirk Pauwels         |         |
| 4  | Wim Lambrechts       |         |
| 5  | Peter Van Santvliet  |         |
| 6  | Peter Van Den Abeele |         |
| 7  | Alex Moonen          |         |
| 8  | Jozef Heylen         |         |
| 9  | Guy Van Dijck        |         |
| 10 | Ludo De Rey          |         |

| #  | Coureur             | Temps   |
| -- | ------------------- | ------- |
| 1  | Danny De Bie        | inconnu |
| 2  | Gustaaf Van Bouwel  |         |
| 3  | Radomír Šimůnek     |         |
| 4  | Paul De Brauwer     |         |
| 5  | Frank Groenendaal   |         |
| 6  | Guy Van Dijck       |         |
| 7  | Rudy Thielemans     |         |
| 8  | Pascal Van Riet     |         |
| 9  | Kurt De Roose       |         |
| 10 | Peter Van Santvliet |         |

| #  | Coureur             | Temps   |
| -- | ------------------- | ------- |
| 1  | Dirk Pauwels        | inconnu |
| 2  | Ludwig Wynants      |         |
| 3  | Guy Van Dijck       |         |
| 4  | Peter Van Santvliet |         |
| 5  | Rudy De Bie         |         |
| 6  | Geert Lauwers       |         |
| 7  | Kris Wouters        |         |
| 8  | Jo Martens          |         |
| 9  | Jozef Heylen        |         |
| 10 | Alex Heremans       |         |

| Manche 7 Lille \| # \| Coureur \| Temps \| \| -- \| ------------------ \| ------- \| \| 1 \| Peter Willemsens \| inconnu \| \| 2 \| Dirk Pauwels \| \| \| 3 \| Guy Van Dijck \| \| \| 4 \| Gustaaf Van Bouwel \| \| \| 5 \| Ronny Poelvoorde \| \| \| 6 \| Wim Lambrechts \| \| \| 7 \| Erwin Vervecken \| \| \| 8 \| Alex Moonen \| \| \| 9 \| Jozef Heylen \| \| \| 10 \| Rudy De Bie \| \| |                    |         |
| # | Coureur            | Temps   |
| 1 | Peter Willemsens   | inconnu |
| 2 | Dirk Pauwels       |         |
| 3 | Guy Van Dijck      |         |
| 4 | Gustaaf Van Bouwel |         |
| 5 | Ronny Poelvoorde   |         |
| 6 | Wim Lambrechts     |         |
| 7 | Erwin Vervecken    |         |
| 8 | Alex Moonen        |         |
| 9 | Jozef Heylen       |         |
| 10 | Rudy De Bie        |         |